# FRIDAY NIGHT FEVER
『FRIDAY NIGHT FEVER』（フライデー ナイト フィーバー）は、エフエム愛知（@FM）で放送していたラジオ番組。

## 概要
「華金ストレス発散プログラム」を謳う気分がアガる情報と、気分がアガる音楽で送るアゲアゲ番組。
番組後半は大喜利をおこなっている。

## パーソナリティ
- 佐井祐里奈
- アゲ助（アゲアゲDJロボット）

2019年5月31日放送分から2020年3月27日放送分（最終回）までは、産休に入った佐井に代わって鶴田美也子がパーソナリティを務めていた。

## 放送時間
- 2018年4月6日 - 2020年3月27日、 エフエム愛知（＠FM） 毎週金曜日 21:00 - 21:30

## 番組コーナー
アゲアゲメッセージ
リスナーからテンションが上がる瞬間、ストレス発散方法などアゲアゲなメッセージを募集・紹介するコーナー。
アゲアゲ・ニュース
テンションがアガるアゲアゲなニュースを紹介するコーナー。
大喜利・ナイト・フィーバー
大喜利コーナー。毎週変わるお題に対しての答えを募集するコーナー。大フィーバー賞に選ばれるとプレゼントがある。

## ゲスト
2018年
- 第11回（6月15日放送） - 新内眞衣（乃木坂46）、尾関梨香（欅坂46）、松田好花（けやき坂46）[4]
- 第27回（10月12日放送） - 宅間孝行[5]
- 第32回（11月16日放送） - 間慎太郎[6]
- 第37回（12月21日放送） - 森翼[7]

2019年
- 第64回（6月28日放送） - 東京パフォーマンスドール（高嶋菜七、上西星来）[8]
- 第70回（8月9日放送） - 田村芽実[9]